# Georgskathedrale (al-Hasaka)

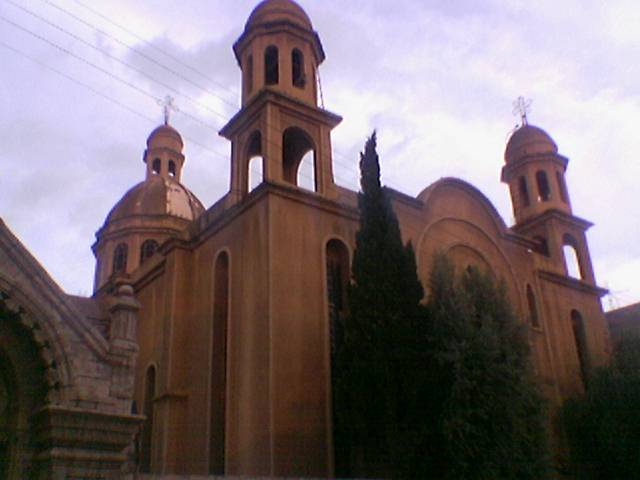
Georgskathedrale in al-Hasaka, 2009

Die Kathedrale St. Georg oder Georgskathedrale (arabisch كنيسة مار جرجس oder كاتدرائية مار جرجس) ist die Kathedrale des Bistums Dschazira und Euphrat der syrisch-orthodoxen Kirche in al-Hasaka in Syrien.

## Standort
Die Kathedrale steht etwa 200 m südöstlich der armenisch-katholischen und 400 m südlich der chaldäisch-katholischen Kirche (deren Standort bei Gcatholic fälschlich als Standort der syrisch-katholischen Kathedrale angegeben wird), 200 m östlich von der syrisch-katholischen Mariä-Himmelfahrts-Kathedrale, 300 m nördlich vom Gemüsemarkt Suq al-Hal (سوق الهال للخضار) und 500 m nördlich vom Fluss Chabur.

## Geschichte
Al-Hasaka war vor dem Ersten Weltkrieg unbedeutend, und am Fluss Chabur lebten vor allem arabische Beduinen. Dies änderte sich Anfang des 20. Jahrhunderts durch die Ankunft armenischer und assyrischer Flüchtlinge nach dem Völkermord an den syrischen Christen und an den Armeniern, so dass al-Hasaka vorübergehend eine überwiegend christliche Stadt wurde. Auf Grund der vielen syrisch-orthodoxen Christen richtete die Syrisch-Orthodoxe Kirche von Antiochien hier 1933 das neue Bistum Dschazira und Euphrat ein. Die syrisch-orthodoxe Kathedrale St. Georg wurde 1943 fertiggestellt. 1988 wurde Bischof Mar Eustathios Matta Roham der Metropolit des Bistums. Dieser war von 2006 bis 2013 auch Mitglied des Zentralkomitees des Weltkirchenrats. Er floh wie viele der syrisch-orthodoxen Christen während des Bürgerkrieges in Syrien aus dem hart umkämpften al-Hasaka nach Wien. Somit hatte die Kathedrale keinen Bischof, bis im August 2017 Mar Maurice Yacoub Amsih neuer Metropolit wurde. Die Zahl der syrisch-orthodoxen Christen sowohl im Bistum als auch in der Stadt al-Hasaka ist durch den Krieg um gut die Hälfte gefallen.

## Architektur
Die Kirche hat einen kreuzförmigen Grundriss mit Kuppel über der Vierung. Der Tambour hat zwölf Rundbogenfenster. Das Langhaus steht in West-Ost-Richtung mit dem Altar im Osten, das deutlich kürzere Querschiff in dessen östlichem Abschnitt (lateinisches Kreuz). Hinzu kommen zwei schmalere und kürzere Querschiffe am westlichen und östlichen Ende sowie zwei Glockentürme am östlichen Querhaus. Langhaus und Querschiff haben spitzbogige Tonnendächer.

## Bistum und Bischof
Die Georgskathedrale von al-Hasaka ist Kathedralkirche des syrisch-orthodoxen Bistums Dschazira und Euphrat (al-Ǧazīra w al-Furāt, مطرانية الجزيرة والفرات للسريان الأرثوذكس oder kurz الجزيرة والفرات, „Dschazīra und Euphrat“), das 1933 gegründet wurde. Sie umfasste vor dem Bürgerkrieg etwa 50.000 bis 60.000 Gläubige – über die Hälfte der Christen in der Region, von den etwa die Hälfte in al-Qamischli und rund 15.000 in al-Hasaka lebten, während es unter den in der Nähe lebenden, großenteils zur Assyrischen Kirche des Ostens gehörenden Chabur-Assyrern keine Mitglieder gab. Laut Berechnungen von Otmar Oehring (Konrad-Adenauer-Stiftung) nahm die Anzahl der syrisch-orthodoxen Christen von 2011 bis 2019 im Bistum von 46.415 auf 21.715 ab, in al-Hasaka von 17.500 auf 8000, in al-Qamischli von 19.500 auf 10.500, in al-Malikiya von 4500 auf 2100 und in Qbur-Albid von 1250 auf 550. Metropolit ist seit August 2017 der Bischof Mar Maurice Yacoub Amsih, der zuvor an der Patriarchalkurie in Damaskus tätig war.

## Weitere Einrichtungen
In der Georgskathedrale von al-Hasaka gibt es ein Zentrum für Religionspädagogik, dem ein Kirchenchor, der Sankt-Ephräm-der-Syrer-Chor (جوقة مار أفرام السرياني), angeschlossen ist. Chorleiterin ist Laidi Askar (ليدي عسكر).